# Papillon (roman)
Papillon este un roman autobiografic scris de Henri Charrière. Autorul a fost condamnat la închisoare pe viață pentru asasinarea prietenului său Roland Legrand, la data de 26 martie 1930, asasinat pe care el nu l-ar fi comis. În roman sunt descrise condițiile și tratamentul inuman al deținuților din Guiana franceză. Porecla Papillon i se trage de la tatuajul de pe piept, care reprezenta un fluture (în franceză papillon). După nenumărate încercări de evadare din închisoarea din Cayenne, reușește în final să părăsească închisoarea. Ajuns în Franța face publice condițiile și tratamentul draconic la care erau supuși deținuții. Guvernul francez este nevoit ulterior să închidă închisoarea. Romanul a fost publicat în anul 1970 și transpus pe ecran în anul 1973, precum și în anul 2017⁠(d)